# Grande Prêmio da Espanha
O Grande Prêmio da Espanha (em castelhano:  Gran Premio de España, em catalão:  Gran Premi d'Espanya) é um evento de Fórmula 1 que foi realizado pela primeira vez em 1951. Atualmente é realizado no circuito de Madring.
O Grande Prêmio é um dos mais antigos do mundo ainda disputado, foi realizado pela primeira vez em 1913 e, teve sua primeira participação no campeonato da Fórmula 1 em 1951. Sendo revivido com sucesso em 1967 e, entrou definitivamente para o campeonato, passando a ser disputada regularmente em 1968 (exceto 1982-1985). O evento teve um começo modesto como uma corrida de carros de produção. Interrompida pela Primeira Guerra Mundial, a corrida teve que esperar uma década por sua segunda corrida antes de se tornar um evento do calendário europeu. Em 1927, fazia parte do Campeonato Mundial de Fabricantes; Foi promovido ao Campeonato Europeu em 1935, antes que a Guerra Civil Espanhola impactasse a corrida.
O evento ocorreu no circuito de Barcelona-Catalunha até a temporada de 2025. De 2026 a pelo menos até 2035, a corrida será executada em um novo circuito de rua em Madri.

## Alguns circuitos utilizados

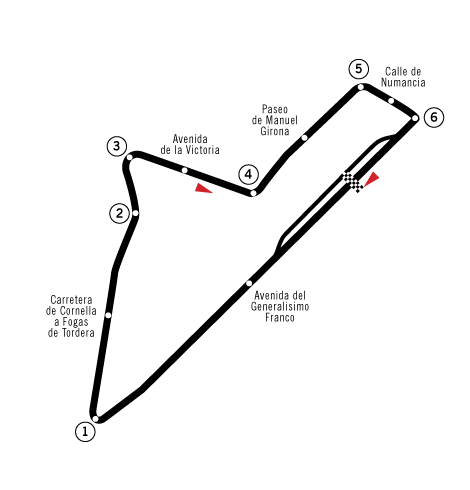
Pedralbes
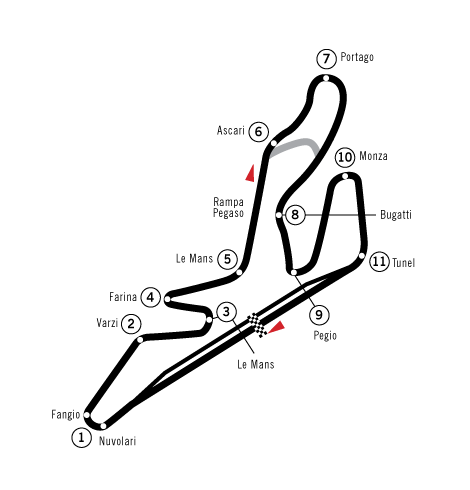
Jarama
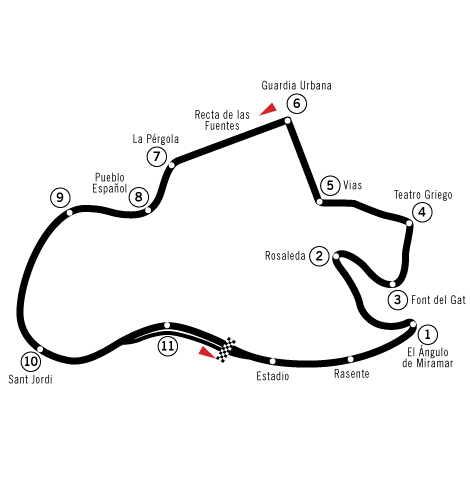
Montjuïc
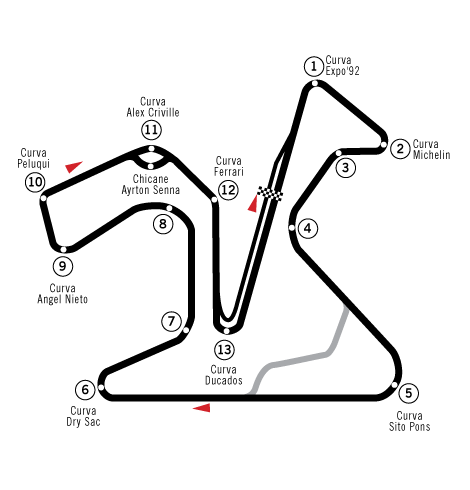
Jerez
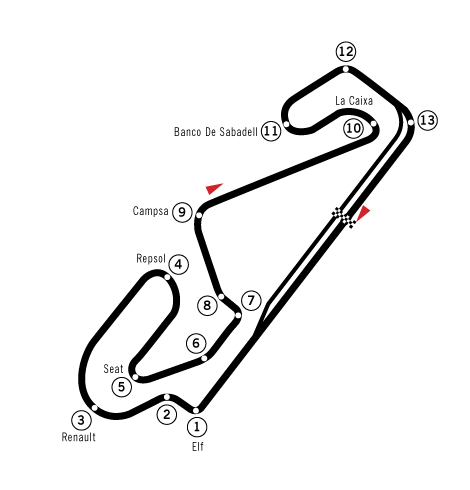
Catalunha

## Ganhadores do GP da Espanha
O fundo rosa indica que a prova não fez parte do campeonato mundial de F1.
O fundo creme indica que a prova fez parte do Campeonato Europeu de Automobilismo, que foi realizado alguns anos antes da Segunda Guerra Mundial.

### Por ano
| Ano                                                                                | Piloto              | Construtor                  | Local           | Resumo   |
| ---------------------------------------------------------------------------------- | ------------------- | --------------------------- | --------------- | -------- |
| 1913                                                                               | Carlos de Salamanca | Rolls-Royce                 | Guadarrama      | Detalhes |
| Não realizado entre 1914 e 1922                                                    |                     |                             |                 |          |
| 1923                                                                               | Albert Divo         | Sunbeam                     | Sitges-Terramar | Detalhes |
| 1924                                                                               | Henry Segrave       | Sunbeam                     | Lasarte         | Detalhes |
| 1925                                                                               | Albert Divo         | Delage                      | Lasarte         | Detalhes |
| 1926                                                                               | Meo Constantini     | Bugatti                     | Lasarte         | Detalhes |
| 1927                                                                               | Robert Benoist      | Delage                      | Lasarte         | Detalhes |
| 1928                                                                               | Louis Chiron        | Bugatti                     | Lasarte         | Detalhes |
| 1929                                                                               | Louis Chiron        | Bugatti                     | Lasarte         | Detalhes |
| 1930                                                                               | Achille Varzi       | Maserati                    | Lasarte         | Detalhes |
| Não realizado em 1931 e 1932                                                       |                     |                             |                 |          |
| 1933                                                                               | Louis Chiron        | Alfa Romeo                  | Lasarte         | Detalhes |
| 1934                                                                               | Luigi Fagioli       | Mercedes                    | Lasarte         | Detalhes |
| 1935                                                                               | Rudolf Caracciola   | Mercedes                    | Lasarte         | Detalhes |
| Não realizado devido à Guerra Civil Espanhola e à Segunda Guerra Mundial 1936-1949 |                     |                             |                 |          |
| 1950                                                                               | Alberto Ascari      | Ferrari                     | Pedralbes       | Detalhes |
| 1951                                                                               | Juan Manuel Fangio  | Alfa Romeo                  | Pedralbes       | Detalhes |
| Fora do calendário em 1952 e 1953                                                  |                     |                             |                 |          |
| 1954                                                                               | Mike Hawthorn       | Ferrari                     | Pedralbes       | Detalhes |
| Fora do calendário entre 1955 e 1966                                               |                     |                             |                 |          |
| 1967                                                                               | Jim Clark           | Lotus-Ford                  | Jarama          | Detalhes |
| 1968                                                                               | Graham Hill         | Lotus-Ford                  | Jarama          | Detalhes |
| 1969                                                                               | Jackie Stewart      | Matra-Ford                  | Montjuïc        | Detalhes |
| 1970                                                                               | Jackie Stewart      | March-Ford                  | Jarama          | Detalhes |
| 1971                                                                               | Jackie Stewart      | Tyrrell-Ford                | Montjuïc        | Detalhes |
| 1972                                                                               | Emerson Fittipaldi  | Lotus-Ford                  | Jarama          | Detalhes |
| 1973                                                                               | Emerson Fittipaldi  | Lotus-Ford                  | Montjuïc        | Detalhes |
| 1974                                                                               | Niki Lauda          | Ferrari                     | Jarama          | Detalhes |
| 1975                                                                               | Jochen Mass         | McLaren-Ford                | Montjuïc        | Detalhes |
| 1976                                                                               | James Hunt          | McLaren-Ford                | Jarama          | Detalhes |
| 1977                                                                               | Mario Andretti      | Lotus-Ford                  | Jarama          | Detalhes |
| 1978                                                                               | Mario Andretti      | Lotus-Ford                  | Jarama          | Detalhes |
| 1979                                                                               | Patrick Depailler   | Ligier-Ford                 | Jarama          | Detalhes |
| 1980                                                                               | Alan Jones          | Williams-Ford               | Jarama          | Detalhes |
| 1981                                                                               | Gilles Villeneuve   | Ferrari                     | Jarama          | Detalhes |
| Fora do calendário entre 1982 e 1985                                               |                     |                             |                 |          |
| 1986                                                                               | Ayrton Senna        | Lotus-Renault               | Jerez           | Detalhes |
| 1987                                                                               | Nigel Mansell       | Williams-Honda              | Jerez           | Detalhes |
| 1988                                                                               | Alain Prost         | McLaren-Honda               | Jerez           | Detalhes |
| 1989                                                                               | Ayrton Senna        | McLaren-Honda               | Jerez           | Detalhes |
| 1990                                                                               | Alain Prost         | Ferrari                     | Jerez           | Detalhes |
| 1991                                                                               | Nigel Mansell       | Williams-Renault            | Catalunha       | Detalhes |
| 1992                                                                               | Nigel Mansell       | Williams-Renault            | Catalunha       | Detalhes |
| 1993                                                                               | Alain Prost         | Williams-Renault            | Catalunha       | Detalhes |
| 1994                                                                               | Damon Hill          | Williams-Renault            | Catalunha       | Detalhes |
| 1995                                                                               | Michael Schumacher  | Benetton-Renault            | Catalunha       | Detalhes |
| 1996                                                                               | Michael Schumacher  | Ferrari                     | Catalunha       | Detalhes |
| 1997                                                                               | Jacques Villeneuve  | Williams-Renault            | Catalunha       | Detalhes |
| 1998                                                                               | Mika Hakkinen       | McLaren-Mercedes            | Catalunha       | Detalhes |
| 1999                                                                               | Mika Hakkinen       | McLaren-Mercedes            | Catalunha       | Detalhes |
| 2000                                                                               | Mika Hakkinen       | McLaren-Mercedes            | Catalunha       | Detalhes |
| 2001                                                                               | Michael Schumacher  | Ferrari                     | Catalunha       | Detalhes |
| 2002                                                                               | Michael Schumacher  | Ferrari                     | Catalunha       | Detalhes |
| 2003                                                                               | Michael Schumacher  | Ferrari                     | Catalunha       | Detalhes |
| 2004                                                                               | Michael Schumacher  | Ferrari                     | Catalunha       | Detalhes |
| 2005                                                                               | Kimi Räikkönen      | McLaren-Mercedes            | Catalunha       | Detalhes |
| 2006                                                                               | Fernando Alonso     | Renault                     | Catalunha       | Detalhes |
| 2007                                                                               | Felipe Massa        | Ferrari                     | Catalunha       | Detalhes |
| 2008                                                                               | Kimi Räikkönen      | Ferrari                     | Catalunha       | Detalhes |
| 2009                                                                               | Jenson Button       | Brawn-Mercedes              | Catalunha       | Detalhes |
| 2010                                                                               | Mark Webber         | Red Bull Racing-Renault     | Catalunha       | Detalhes |
| 2011                                                                               | Sebastian Vettel    | Red Bull Racing-Renault     | Catalunha       | Detalhes |
| 2012                                                                               | Pastor Maldonado    | Williams-Renault            | Catalunha       | Detalhes |
| 2013                                                                               | Fernando Alonso     | Ferrari                     | Catalunha       | Detalhes |
| 2014                                                                               | Lewis Hamilton      | Mercedes                    | Catalunha       | Detalhes |
| 2015                                                                               | Nico Rosberg        | Mercedes                    | Catalunha       | Detalhes |
| 2016                                                                               | Max Verstappen      | Red Bull Racing-TAG Heuer   | Catalunha       | Detalhes |
| 2017                                                                               | Lewis Hamilton      | Mercedes                    | Catalunha       | Detalhes |
| 2018                                                                               | Lewis Hamilton      | Mercedes                    | Catalunha       | Detalhes |
| 2019                                                                               | Lewis Hamilton      | Mercedes                    | Catalunha       | Detalhes |
| 2020                                                                               | Lewis Hamilton      | Mercedes                    | Catalunha       | Detalhes |
| 2021                                                                               | Lewis Hamilton      | Mercedes                    | Catalunha       | Detalhes |
| 2022                                                                               | Max Verstappen      | Red Bull Racing-Powertrains | Catalunha       | Detalhes |
| 2023                                                                               | Max Verstappen      | Red Bull Racing-Honda RBPT  | Catalunha       | Detalhes |
| 2024                                                                               | Max Verstappen      | Red Bull Racing-Honda RBPT  | Catalunha       | Detalhes |
| 2025                                                                               | Oscar Piastri       | McLaren-Mercedes            | Catalunha       | Detalhes |
| Fonte:                                                                             |                     |                             |                 |          |

### Vitórias por piloto
| Total | Piloto             | Vitórias                           |
| ----- | ------------------ | ---------------------------------- |
| 6     | Michael Schumacher | 1995, 1996, 2001, 2002, 2003, 2004 |
| 6     | Lewis Hamilton     | 2014, 2017, 2018, 2019, 2020, 2021 |
| 4     | Max Verstappen     | 2016, 2022, 2023, 2024             |
| 3     | Jackie Stewart     | 1969, 1970, 1971                   |
| 3     | Nigel Mansell      | 1987, 1991, 1992                   |
| 3     | Alain Prost        | 1988, 1990, 1993                   |
| 3     | Mika Häkkinen      | 1998, 1999, 2000                   |
| 2     | Emerson Fittipaldi | 1972, 1973                         |
| 2     | Mario Andretti     | 1977, 1978                         |
| 2     | Ayrton Senna       | 1986, 1989                         |
| 2     | Kimi Räikkönen     | 2005, 2008                         |
| 2     | Fernando Alonso    | 2006, 2013                         |
| 1     | Juan Manuel Fangio | 1951                               |
| 1     | Mike Hawthorn      | 1954                               |
| 1     | Graham Hill        | 1968                               |
| 1     | Niki Lauda         | 1974                               |
| 1     | Jochen Mass        | 1975                               |
| 1     | James Hunt         | 1976                               |
| 1     | Patrick Depailler  | 1979                               |
| 1     | Gilles Villeneuve  | 1981                               |
| 1     | Damon Hill         | 1994                               |
| 1     | Jacques Villeneuve | 1997                               |
| 1     | Felipe Massa       | 2007                               |
| 1     | Jenson Button      | 2009                               |
| 1     | Mark Webber        | 2010                               |
| 1     | Sebastian Vettel   | 2011                               |
| 1     | Pastor Maldonado   | 2012                               |
| 1     | Nico Rosberg       | 2015                               |
| 1     | Oscar Piastri      | 2025                               |

### Vitórias por equipe
| Total | Equipe          | Vitórias                                                               |
| ----- | --------------- | ---------------------------------------------------------------------- |
| 12    | Ferrari         | 1954, 1974, 1981, 1990, 1996, 2001, 2002, 2003, 2004, 2007, 2008, 2013 |
| 9     | McLaren         | 1975, 1976, 1988, 1989, 1998, 1999, 2000, 2005, 2025                   |
| 7     | Williams        | 1987, 1991, 1992, 1993, 1994, 1997, 2012                               |
| 7     | Mercedes        | 2014, 2015, 2017, 2018, 2019, 2020, 2021                               |
| 6     | Lotus           | 1968, 1972, 1973, 1977, 1978, 1986                                     |
| 6     | Red Bull Racing | 2010, 2011, 2016, 2022, 2023, 2024                                     |
| 1     | Alfa Romeo      | 1951                                                                   |
| 1     | Matra           | 1969                                                                   |
| 1     | March           | 1970                                                                   |
| 1     | Tyrrell         | 1971                                                                   |
| 1     | Ligier          | 1979                                                                   |
| 1     | Benetton        | 1995                                                                   |
| 1     | Renault         | 2006                                                                   |
| 1     | Brawn           | 2009                                                                   |

### Vitórias por país
| Total | País           | Vitórias                                                                                            |
| ----- | -------------- | --------------------------------------------------------------------------------------------------- |
| 17    | Reino Unido    | 1954, 1968, 1969, 1970, 1971, 1976, 1987, 1991,1992, 1994, 2009, 2014, 2017, 2018, 2019, 2020, 2021 |
| 9     | Alemanha       | 1975, 1995, 1996, 2001, 2002, 2003, 2004, 2011, 2015                                                |
| 5     | Brasil         | 1972, 1973, 1986, 1989, 2007                                                                        |
| 5     | Finlândia      | 1998, 1999, 2000, 2005, 2008                                                                        |
| 4     | França         | 1979, 1988, 1990, 1993                                                                              |
| 4     | Países Baixos  | 2016, 2022, 2023, 2024                                                                              |
| 2     | Estados Unidos | 1977, 1978                                                                                          |
| 2     | Canadá         | 1981, 1997                                                                                          |
| 2     | Espanha        | 2006, 2013                                                                                          |
| 2     | Austrália      | 2010, 2025                                                                                          |
| 1     | Argentina      | 1951                                                                                                |
| 1     | Áustria        | 1974                                                                                                |
| 1     | Venezuela      | 2012                                                                                                |

↑1  (Última atualização: Grande Prêmio da Espanha de 2025)

Contabilizados somente os resultados válidos pelo Mundial de Fórmula 1

### Recordes de pista
|                       |                    |                  |          |          |      |
| Catalunha             | País/Piloto        | Construtor       | Tempo    | Extensão | Ano  |
| Pole position         | Lando Norris       | McLaren-Mercedes | 1:11.383 | 4.675 km | 2024 |
| Melhor volta na prova | Oscar Piastri      | McLaren-Mercedes | 1:15.743 | 4.675 km | 2025 |
|                       |                    |                  |          |          |      |
| Jerez                 | País/Piloto        | Construtor       | Tempo    | Extensão | Ano  |
| Pole position         | Ayrton Senna       | McLaren-Honda    | 1:18.387 | 4.218 km | 1990 |
| Melhor volta na prova | Riccardo Patrese   | Williams-Renault | 1:24.513 | 4.218 km | 1990 |
|                       |                    |                  |          |          |      |
| Jarama                | País/Piloto        | Construtor       | Tempo    | Extensão | Ano  |
| Pole position         | Jacques Laffite    | Liger-Matra      | 1:13.754 | 3.312 km | 1981 |
| Melhor volta na prova | Gilles Villeneuve  | Ferrari          | 1:16.44  | 3.404 km | 1979 |
|                       |                    |                  |          |          |      |
| Montjuïc              | País/Piloto        | Construtor       | Tempo    | Extensão | Ano  |
| Pole position         | Ronnie Peterson    | Lotus-Ford       | 1:21.8   | 3.791 km | 1973 |
| Melhor volta na prova | Ronnie Peterson    | Lotus-Ford       | 1:23.8   | 3.791 km | 1973 |
|                       |                    |                  |          |          |      |
| Pedralbes             | País/Piloto        | Construtor       | Tempo    | Extensão | Ano  |
| Pole position         | Alberto Ascari     | Ferrari          | 2:10.59  | 6.316 km | 1973 |
| Melhor volta na prova | Juan Manuel Fangio | Alfa Romeo       | 2:16.93  | 6.316 km | 1973 |